# Ramiro Blanco Catalán
Ramiro Blanco Catalán   (Guadalajara, 27 de desembre de 1933 - Alacant, 25 de desembre de 2020) fou un pilot de motociclisme valencià d'origen castellà que destacà en competicions estatals durant la dècada de 1960, arribant a guanyar dos Campionats d'Espanya de velocitat amb Bultaco (el 1963 en 125cc i el 1966 en 250cc).
Nascut a Guadalajara però resident des de ben petit a Torre del Pla (Elx), Blanco estigué vinculat al món del motociclisme d'ençà de 1959, any en què començà a córrer en moto. Un cop retirat de les curses muntà un equip de competició, i més tard, cap a 1991, va inaugurar un circuit particular de minimotos a El Bacarot -entitat de població del terme d'Alacant-, situat al camí vell d'Elx (davant del camp de golf El Plantío). Anomenat Circuit Ramiro Blanco i dirigit per l'ex-pilot en persona, el circuit oferia tota mena de cursets i organitzava competicions infantils, contribuint a la recerca i formació de nous valors. Per allà hi passaren de petits futures estrelles d'aquest esport com ara Héctor Faubel, Héctor Barberá, Dani Pedrosa o Nico Terol, motiu pel qual se'l qualificà de vegades com a "bressol de campions".
El 2009, amb el suport de la Federació Valenciana de Motociclisme, Blanco organitzà un programa d'integració per a nens amb necessitats educatives especials de Sant Vicent del Raspeig, amb l'objectiu de facilitar-los l'aprenentatge de la conducció bàsica de minimotos i el coneixement de les normes de circulació i seguretat viària.
Ramiro Blanco es va morir a Alacant el Nadal del 2020, poc abans de fer els 87 anys.

## Palmarès al Campionat d'Espanya
- 2 Campionats estatals:
  - 125cc pilots: 1963 (Bultaco)
  - 250cc: 1966 (Bultaco)